# Zenit 12xp

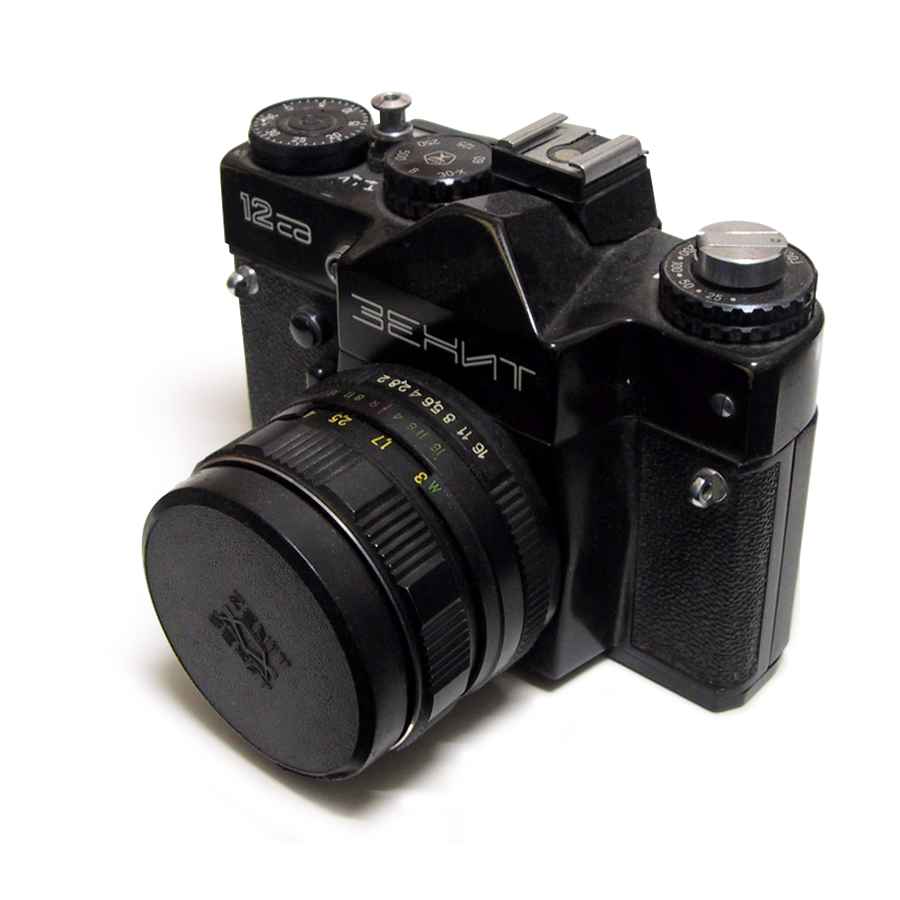
Zenit 12XP, wersja "Зенит 12сд" na wewnętrzny rynek radziecki

Zenit 12XP – aparat fotograficzny produkcji radzieckiej, produkowany w latach 1983–1992. Małoobrazkowa lustrzanka jednoobiektywowa z pryzmatem pentagonalnym, oraz systemem pomiaru światła przez obiektyw (TTL). Na wewnętrzny rynek radziecki aparat produkowany był pod nazwą Зенит-12сд (Zenit 12sd) - oznaczenie wersji eksportowej 12xp pochodziło natomiast od słowa "eXPort".

Z aparatem kompatybilne są obiektywy z gwintem M42, także z automatycznym przymykaniem przysłony. Standardowo Zenit 12XP wyposażany był w obiektyw Helios-44M-4 lub Helios-44M-5.

## Podstawowe dane techniczne aparatu
Typ filmu: 135 (35 mm)
Format klatki: 24mm x 36mm
Migawka: szczelinowa płócienna o przebiegu poziomym
Zakres czasów: 1/30s – 1/500s + B
Celownik: pryzmat pentagonalny, matówka z soczewką Fresnela, polem matowym i mikrorastrem
Ustawienie ostrości: ręczne
Synchronizacja lampy błyskowej: typ X, czas synchronizacji 1/30s, gorąca stopka oraz gniazdko PC
Naciąg migawki i przewijanie filmu: dźwigniowe
licznik zdjęć: wykonanych, resetowany ręcznie
Mocowanie obiektywu: gwint M42 x 1
Pomiar światła: TTL – przez obiektyw, przy przysłonie roboczej, realizowany przez dwa fotoelementy CdS
Zakres czułości filmu: 16-500 GOST/ASA
Samowyzwalacz: mechaniczny
Gwint statywowy: 1/4 cala